# Enigmistică
Enigmistica este știința și arta jocurilor distractive care au la bază enigme de toate genurile și speciile (rebus, monoverbe, criptografie, șarade, cuvinte încrucișate etc.)
Ea are de multă vreme un limbaj propriu, cu termeni specifici. Fiecare gen are propriile reguli de compunere și de dezlegare.
Remarcabile personalități în domeniile științei, literaturii și artei s-au ocupat de problemele enigmistice: Galileo Galilei, Kepler, Newton, Leibniz, Voltaire, Boileau, J.J. Rousseau, Hugo, Schiller, Goethe, Tristan Bernard și mulți alții.
Anton Pann, B.P. Hașdeu și P. Ispirescu au în scrierile lor numeroase "de-ce"-uri, enigme și ghicitori. De asemenea, D. Gusti, W. Winterhalder, Mihu Dragomir, Mihai Gafița, Hortensia Papadat-Bengescu, M. Eminescu, I.L. Caragiale, G. Coșbuc, Tudor Arghezi, Tudor Mușatescu etc. au compus diferite probleme de enigmistică sau careuri de cuvinte încrucișate.

## Scurt istoric
Termenul a luat naștere în anii '30, denumind pe cititorii grupați în jurul revistei Rebus-Magazin, ce apărea atunci, și s-a folosit greșit în locul denumirii de enigmistică ce figurează în toate dicționarele și enciclopediile din lume. Începând cu anii '40 s-au realizat diverse rubrici intitulate „A.B.C rebusist”, unde erau prezentate toate genurile enigmistice din România.
În 1987 a luat ființă "Secția Rebus" în cadrul "Comisiei de jocuri logice" de pe lângă Federația Română de Șah, iar de la 11 martie 1990 s-a înființat "Asociația Rebusiștilor din România". În principal revista „Rebus” a avut o contribuție majoră la popularizarea enigmisticii.
În România se mai folosește și termenul de rebusism (v.c.), prin care se înțelege și enigmistică, dar cu o sferă mai restrânsă. Termenul de rebusism a fost inclus în suplimentul DEX-ului abia în anul 1988, deși se folosește de aproape 50 ani. Este un termen pur românesc, necunoscut în străinătate.
Enigmistica românească se situează în prezent printre cele mai avansate din lume.